# Чапалачи
Чапалачи (каяпа, чачи) — один из барбакоанских языков. Число носителей — около 10 тыс. человек, проживающих на севере Эквадора, в провинции Эсмеральдас.
Слово «чапалачи» означает «язык народа чачи». Язык имеет агглютинативный строй, порядок слов — SOV. В качестве письменности используется латинский алфавит. Люди старшего поколения, женщины и обитатели наиболее отдалённых населённых пунктов зачастую являются монолингвами.

## Примеры лексики
- Main (один)
- Pallu (два)
- Pema (три)
- Unbeeruka (мужчина)
- Hinbu (женщина)
- Kucha (собака)
- Pahta (солнце)
- Kepe pahta (луна)